# 钟嘉琪
钟嘉琪（1999年9月23日—），广东广州人，中国女子曲棍球运动员。她曾代表中国国家队参加2020年夏季奥林匹克运动会曲棍球比赛，获得第九名。